# Ralf Ehrenbrink
Ralf Ehrenbrink (Bielefeld, 29 agosto 1960) è un cavaliere tedesco, specializzato in concorso completo, vincitore di medaglie internazionali con la squadra della Germania Ovest e poi tedesca, cavalcando i purosangue Uncle Todd e Kildare.

## Carriera
Ehrenbrink, a 18 anni, partecipò e vinse il campionato tedesco juniores nel 1978 e partecipò con la squadra tedesca agli europei juniores vincendo l'oro. Vinse ancora nel 1981 il campionato juniores mentre non riuscì mai a raggiungere il primo posto nella versione seniores dove si classificò secondo negli anni 1983, 1985, 1988 e 1995.

Con la squadra tedesca prese parte agli Europei andando a medaglia nel 1985 e nel 1987. Contribuì, inoltre, a conquistare una medaglia d'oro ai Giochi olimpici di Seul 1988, la seconda per la Germania dal 1936. La squadra tedesca replicò con una medaglia di bronzo nell'edizione successiva a Barcellona 1992. Sarà premiato per questi successi nel 1993 con il lauro d'argento.

## Palmarès
| Anno | Manifestazione  | Sede       | Evento                    | Risultato | Prestazione | Note |
| ---- | --------------- | ---------- | ------------------------- | --------- | ----------- | ---- |
| 1985 | Europei         | Burghley   | Concorso completo squadre | Bronzo    | -           |      |
| 1987 | Europei         | Luhmühlen  | Concorso completo squadre | Argento   | -           |      |
| 1988 | Giochi olimpici | Seul       | Concorso completo squadre | Oro       | -225,95     |      |
| 1988 | Giochi olimpici | Seul       | Concorso completo         | dnf       | dnf         |      |
| 1992 | Giochi olimpici | Barcellona | Concorso completo squadre | Bronzo    | -300,30     |      |
| 1992 | Giochi olimpici | Barcellona | Concorso completo         | 11º       | -108,60     |      |
| 1994 | Mondiali        | L'Aia      | Concorso completo squadre | Bronzo    | -           |      |
| 1994 | Mondiali        | L'Aia      | Concorso completo         | 30º       | -           |      |
| 1996 | Giochi olimpici | Atlanta    | Concorso completo squadre | 9º        | -1.204,15   |      |